# 오스칸논역
오스칸논역(일본어: 大須観音駅, おおすかんのんえき)은 일본 아이치현 나고야시 나카구에 위치한 철도역이다.

## 타는 곳
상대식 승강장 2면 2선 지하역. 4개의 출입구가 있다.
| 1 | ■ 쓰루마이 선 | 아카이케·도요타 시 방면         |
| 2 | ■ 쓰루마이 선 | 후시미·가미오타이·이누야마 방면 |

## 역세권 정보
- 오스칸논
- 오스칸논 상점가
- 오스칸논 연예장
- 시라카와 공원
- TV 아이치 본사·방송센터
- 아이치 신용금고 오스칸논 지점
- 나고야 시립 사카에 소학교
- 나고야 시립 오스 소학교
- 국도 제19호선
- 나고야 고속선 2호 히가시야마 선
- NTT 니시니혼도카이 병원
- Electric Lady Land (ELL)

## 역사
- 1977년 3월 18일: 영업 개시.

## 인접역
| 나고야 지하철 ■ 쓰루마이 선 | 나고야 지하철 ■ 쓰루마이 선 | 나고야 지하철 ■ 쓰루마이 선   |
| --------------------------- | --------------------------- | ----------------------------- |
| T 07 후시미 가미오타이 방면 |                             | T 09 가미마에즈 아카이케 방면 |